# (248262) Liuxiaobo
(248262) Liuxiaobo est un astéroïde de la ceinture principale.

## Description
(248262) Liuxiaobo est un astéroïde de la ceinture principale. Il fut découvert le 4 avril 2005 à Vallemare Borbona par l'observatoire de Vallemare Borbona. Il présente une orbite caractérisée par un demi-grand axe de 3,15 UA, une excentricité de 0,17 et une inclinaison de 11,9° par rapport à l'écliptique.
Il est nommé d'après l'écrivain et militant des droits de l'homme chinois Liu Xiaobo.